# Championnat des îles Féroé de football 2019
Navigation
Saison précédente Saison suivante
La saison 2019 du championnat des îles Féroé de football est la 77e édition de la première division féroïenne, pour des raisons de parrainage le championnat a été renommé en Betrideildin à la suite du parrainage de la Betri Banki. Les dix clubs participants au championnat affrontent à trois reprises les neuf autres, soit un total de 27 matchs. En fin de saison, les deux derniers du classement sont relégués et remplacés par les deux meilleurs clubs de 1. deild, la deuxième division féroïenne.
Le tenant du titre est le HB Tórshavn, cette saison  seul le club d'ÍF Fuglafjørður a été promu en Betrideildin, les autres clubs de deuxième division étant des équipes réserves.
Le KÍ Klaksvík est sacré champion à l'issue de la dernière journée, remportant le dernier match sur le terrain de son dauphin, le B36 Tórshavn, sur le score de 3-0.

## Qualifications en coupe d'Europe
À l'issue de la saison, le champion se qualifie pour le 1er tour de qualification de la Ligue des champions 2020-2021.
Alors que le vainqueur de la Løgmanssteypið prend la première des trois places en Ligue Europa 2020-2021, les deux autres places reviennent au deuxième et au troisième du championnat.

## Participants
- EB/Streymur
- B36 Tórshavn
- ÍF Fuglafjørður - Promu de 1. deild
- HB Tórshavn
- AB Argir
- KÍ Klaksvík
- NSÍ Runavík
- Skála ÍF
- TB Tvøroyri
- Víkingur Gøta

- TB Tvøroyri arrête sa fusion avec FC Suðuroy et Royn Hvalba et prend la place de TB/FC Suðuroy/Royn

## Compétition
Le classement est établi sur le barème de points classique (victoire à 3 points, match nul à 1, défaite à 0).
Pour départager les égalités, on tient d'abord compte de la différence de buts générale, puis du nombre de buts marqués, puis des confrontations directes et enfin si la qualification ou la relégation est en jeu, les deux équipes jouent une rencontre d'appui sur terrain neutre.

### Classement
| Rang | Équipe            | Pts | J  | G  | N | P  | Bp | Bc | Diff |
| ---- | ----------------- | --- | -- | -- | - | -- | -- | -- | ---- |
| 1    | KÍ Klaksvík       | 66  | 27 | 21 | 3 | 3  | 62 | 19 | +43  |
| 2    | B36 Tórshavn      | 63  | 27 | 20 | 3 | 4  | 53 | 23 | +30  |
| 3    | NSÍ Runavík       | 57  | 27 | 18 | 3 | 6  | 65 | 31 | +34  |
| 4    | HB Tórshavn T S C | 51  | 27 | 15 | 6 | 6  | 62 | 28 | +34  |
| 5    | Víkingur Gøta     | 51  | 27 | 16 | 3 | 8  | 51 | 35 | +16  |
| 6    | Skála ÍF          | 37  | 27 | 12 | 1 | 14 | 38 | 32 | +6   |
| 7    | AB Argir          | 21  | 27 | 6  | 3 | 18 | 32 | 66 | -34  |
| 8    | TB Tvøroyri       | 19  | 27 | 5  | 4 | 18 | 20 | 57 | -37  |
| 9    | EB/Streymur       | 18  | 27 | 5  | 3 | 19 | 25 | 63 | -38  |
| 10   | ÍF Fuglafjørður P | 6   | 27 | 1  | 3 | 23 | 27 | 81 | -54  |

| Légende : Qualifications et relégations | Légende : Qualifications et relégations |
| --------------------------------------- | --- |
|                                         | Qualification pour le premier tour de qualification de la Ligue des champions 2020-2021                                                         |
|                                         | Qualification pour le tour préliminaire de la Ligue Europa 2020-2021                                                                            |
|                                         | Relégation en 1. deild 2020 |
|                                         | T : Tenant du titre C : Vainqueur de la Coupe des îles Féroé 2019 S : Vainqueur de la Supercoupe des îles Féroé 2019 P : Promu de 1. deild 2018 |

Aucune relégation n'a lieu, les trois premiers de seconde division étant des équipes réserves.

## Bilan de la saison
| Championnat des îles Féroé de football 2019 |                         |
| Champion                                    | KÍ Klaksvík (18e titre) |
| Coupes et trophées                          |                         |
| Vainqueur de la Coupe des îles Féroé 2019   | HB Tórshavn             |
| Qualifications continentales                |                         |
| Ligue des champions de l'UEFA 2020-2021     | KÍ Klaksvík             |
| Ligue Europa 2020-2021                      | HB Tórshavn             |
| Ligue Europa 2020-2021                      | B36 Tórshavn            |
| Ligue Europa 2020-2021                      | NSÍ Runavík             |
| Promotions et relégations                   |                         |
| Promus en Betrideildin                      | Aucun                   |
| Relégués en 1. deild                        | Aucun                   |